# Rulltjärnen (Grundsunda socken, Ångermanland)
Rulltjärnen är en sjö i Örnsköldsviks kommun i Ångermanland och ingår i Gideälven-Idbyåns kustområde.